# Fabien Camus
Fabien Camus (ur. 28 lutego 1985 w Arles) – piłkarz tunezyjski grający na pozycji lewego pomocnik. Posiada także obywatelstwo francuskie.

## Kariera klubowa
Od 2000 szkolił się w szkółce piłkarskiej Montpellier HSC i od 2002 Olympique Marsylia. Rozegrał dwa mecze w Ligue 1 w sezonie 2003–2004. W 2005 roku podpisał kontrakt z Royal Charleroi i gra swój najlepszy sezon w sezonie 2006–2007. W 2009 roku podpisał kontrakt z KRC Genk. W 2011 roku był mistrzem Belgii z KRC Genk.
30 sierpnia 2012 roku, przeszedł na zasadzie wypożyczenia do Troyes AC. W 2014 roku został wypożyczony do Evian Thonon Gaillard FC. Następnie ponownie grał w Troyes oraz Royal Antwerp FC. W 2018 trafił do KV Mechelen.
| Sezon   | Klub               | Kraj    | Rozgrywki       | Mecze | Bramki | Rozgrywki Europy   | Mecze | Bramki |
| ------- | ------------------ | ------- | --------------- | ----- | ------ | ------------------ | ----- | ------ |
| 2003/04 | Olympique Marsylia | Francja | Ligue 1         | 2     | 0      | –                  | –     | –      |
| 2004/05 | Olympique Marsylia | Francja | Ligue 1         | 0     | 0      | –                  | –     | –      |
| 2005/06 | Royal Charleroi    | Belgia  | Jupiler League  | 23    | 2      | –                  | –     | –      |
| 2006/07 | Royal Charleroi    | Belgia  | Jupiler League  | 32    | 6      | –                  | –     | –      |
| 2007/08 | Royal Charleroi    | Belgia  | Jupiler League  | 22    | 2      | –                  | –     | –      |
| 2008/09 | Royal Charleroi    | Belgia  | Jupiler League  | 23    | 1      | –                  | –     | –      |
| 2009/10 | KRC Genk           | Belgia  | Jupiler League  | 25    | 3      | Liga Europy UEFA   | 2     | 0      |
| 2010/11 | KRC Genk           | Belgia  | Jupiler League  | 18    | 2      | Liga Europy UEFA   | 4     | 0      |
| 2011/12 | KRC Genk           | Belgia  | Jupiler League  | 18    | 2      | Liga Mistrzów UEFA | 6     | 0      |
| 2012/13 | KRC Genk           | Belgia  | Jupiler League  | 3     | 0      | Liga Europy UEFA   | 1     | 0      |
| 2012/13 | Troyes AC          | Francja | Ligue 1         | 31    | 7      | –                  | –     | –      |
| 2013/14 | KRC Genk           | Belgia  | Jupiler League  | 33    | 3      | Liga Europy UEFA   | 9     | 2      |
| 2014/15 | Evian TG           | Francja | Ligue 1         | 14    | 0      | –                  | –     | –      |
| 2015/16 | Troyes AC          | Francja | Ligue 1         | 35    | 5      | –                  | –     | –      |
| 2016/17 | Royal Antwerp FC   | Belgia  | Eerste klasse B | 17    | 5      | –                  | –     | –      |
| 2017/18 | KV Mechelen        | Belgia  | Eerste klasse A | 5     | 0      | –                  | –     | –      |

## Kariera reprezentacyjna
W 2009 roku Camus zadebiutował w reprezentacji Tunezji.

## Sukcesy

### Klubowe
- KRC Genk
  - zwycięzca Jupiler Pro League: 2011